# کیک ولزی
کیک ولزی (ویلزی: picau ar y maen, pice bach, cacennau cri) یک نوع کیک پرطرفدار در ولز است. این نوع کیک‌ها از سده ۱۹ میلادی با شکر، مقداری چربی، میوه خشک تهیه می‌شود.
مواد اصلی کیک ولزی، آرد، کره، مویز، تخم مرغ، شیر و ادویه‌هایی مانند جوز هندی و دارچین می‌باشد. معمولاً این کیک‌ها دایره‌ای شکل هستند.
کیک‌های ولزی به صورت گرم یا سرد تهیه می‌شوند و برخی اوقات با ساکارز تزئین می‌شوند.